# Боа Виста (микрорегион)
Микрорегион Боа Виста е един от микрорегионите на бразилския щат Рорайма, част от мезорегион Северна Рорайма. По данни от 2006 на Бразилския институт по география и статистика, населението му възлиза на 287.175 жители. Микрорегионът е поделен на 4 общини. Общата територия е 67.754,56 km².

## Общини (градове)
- Алту Алегри
- Амажари
- Боа Виста
- Пакарайма